# Ramón Noriega
Ramón Noriega (nascido em 7 de dezembro de 1951) é um ex-ciclista venezuelano que foi um dos atletas a representar o seu país nos Jogos Olímpicos de 1976, em Montreal, terminando em 53º lugar na prova de estrada.